# Grupo La Nación
El Grupo La Nación es un holding que agrupa empresas que tienen acciones de la única fábrica de papel prensa del país y controla total o parcialmente, el diario homónimo, el canal de televisión LN+, varias revistas (Ohlalá, Brando, Rolling Stone, Living, Lugares, ¡Hola! Argentina y Jardín), una unidad de eventos, la tarjeta Club La Nación, el sitio de noticias lanacion.com, el sitio de estadísticas deportivas canchallena.com,y el estadio Buenos Aires Arena.
La Nación S.A. es la empresa madre del grupo, constituida como tal en 1909 por Emilio Mitre y controlada desde 1996 por otra sociedad, cuya propiedad es en un 70% de un grupo inversor con sede en las Islas Caimán de nombre Barton Corp. y en un 30% de la familia Noble Mitre Saguier. Esmeralda Mitre, accionista minoritaria del grupo, ha declarado que el expresidente argentino, Mauricio Macri, canceló parte de una deuda millonaria en dólares de la familia Noble Mitre 
Saguier, accediendo por ese medio al control del grupo.